# Denver (Indiana)
Denver es un pueblo ubicado en el condado de Miami en el estado estadounidense de Indiana. En el Censo de 2010 tenía una población de 482 habitantes y una densidad poblacional de 798,72 personas por km².

## Geografía
Denver se encuentra ubicado en las coordenadas 40°51′52″N 86°4′37″O / 40.86444, -86.07694. Según la Oficina del Censo de los Estados Unidos, Denver tiene una superficie total de 0.6 km², de la cual 0.6 km² corresponden a tierra firme y (0%) 0 km² es agua.

## Demografía
Según el censo de 2010, había 482 personas residiendo en Denver. La densidad de población era de 798,72 hab./km². De los 482 habitantes, Denver estaba compuesto por el 98.76% blancos, el 0.21% eran afroamericanos, el 0.62% eran amerindios, el 0% eran asiáticos, el 0% eran isleños del Pacífico, el 0% eran de otras razas y el 0.41% pertenecían a dos o más razas. Del total de la población el 1.24% eran hispanos o latinos de cualquier raza.